# Henri Mouly
Pour les articles homonymes, voir Mouly.
Henri Mouly, né le 10 octobre 1896 à Compolibat (Aveyron) et mort dans ce même village le 29 janvier 1981, est un auteur français, rouergat, d'expression occitane. 

## Biographie
Né en Rouergue, dans une famille paysanne, François Henri Mouly se passionne très jeune pour la littérature et est un écolier brillant. Pendant la Première Guerre mondiale, il est blessé à un œil. Il est ensuite instituteur à La Vinzelle. En 1921, il fonde lo Grelh roergàs (le Grillon rouergat). Il ne cesse d'écrire jusqu'à sa mort. Il est primé par l'Académie des Jeux floraux, dont il devient membre. Il est vice-président de l'Escòla occitana, et Majoral du Félibrige en 1949.
Il est le père de Charles Mouly, lui aussi auteur, journaliste de presse écrite et de radio, et surtout connu pour ses personnages de Catinou et Jacouti.

## Œuvres
- La Solenca (La Soulenco), comédie dramatique, 1926
- Al Cant de l'alauzeto ou Trento ans d'agriculturo en Rouergue, Rodez, P. Carrère, 1928, 185 p., In-16 (BNF 30988352)
- Rajols d'antan, Rodez, P. Carrère, 1930, 198 p., In-12 (BNF 30988353)
- Mas espingadas, Rodez, P. Carrère, 1933, 260 p., 19 cm (BNF 32470217)
- Joan de Morlhon, drame historique en 3 actes en vers, 1938
- Al bufal del côr : poèmes en dialecte rouergat. (préf. Emma Calvé), Villefranche-de-Rouergue, C. Salingardes, 1941, 221 p., In-16 (BNF 32470243)
- Teatre escolari (préf. Maurice Defaut, ill. Charles Mouly), Villefranche-de-Rouergue, C. Salingardes, 1942, 140 p., In-8° (BNF 32470246)
- Lo Catet de Rascal, comédie, 1 acte en prose, 1942
- Lo Còp de la Lèbre, comédie, 1 acte en prose, 1944
- Bistanflèro : roman de la politique au village, Villefranche-de-Rouergue, C. Salingardes, 1945, 257 p., In-16 (BNF 32470244)
- E la Barta Floriguet, Rodez, J. Saintier, 1948, 272 p., In-16 (BNF 32470245)
- Grela d'abrial, Rodez, P. Carrère, 1966, 208 p., In-16 (BNF 33106505)
- Teatre païsan 1 : L' Ama del casal. Lo Ministèri a Cabussat. Lo Cap de la lèbre. La Tata de Borniquet. Mascomèri. Aglaè. L'Oncle Pôlita, Villefranche-de-Rouergue, Guibert, 1968, 190 p., 22 cm (BNF 35110922)
- Teatre païsan 2 : sèpt comedias en un acte, en pròsa, Villefranche-de-Rouergue, Guibert, 1968, 192 p., In-8° (BNF 33106507)
- Teatre païsan 3 : Dialogs. Pichotas comedias. Poems. Risoletas. Monologs, Villefranche-de-Rouergue, Guibert, 1972, 203 p., 22 cm (BNF 35124307)
- Rambalhs de bòria, Villefranche-de-Rouergue, Guibert, coll. « Grelh Rouergat » (no 4), 1969, 368 p., In-16 (BNF 33106506)
- Kathleen, Rodez, Subervie, 1970, 211 p., 19 cm (BNF 35143853)
- Bortomieu o lo Torn del Roergue, Millau, Grelh roergàs, coll. « Grelh roergàs » (no 7), 1973, 361 p., 19 cm (BNF 34617551)
- A ma Treson : garba de 112 sonets, Rodez, Grelh roergàs, coll. « Grelh roergàs » (no 20), 1978, 120 p., 21 cm (BNF 35558171)
- Legendas, Rodez, P. Carrère, coll. « Grelh roergàs » (no 18), 1978, 209 p., 19 cm (BNF 34612422)